# اوتارو، هوکایدو
اوتارو در استان هوکایدو در کشور ژاپن واقع شده‌است که دارای جمعیت ۱۳۸٬۸۷۶ نفر و مساحت ۲۴۳٫۳۰ کیلومتر مربع با تراکم جمعیت ۵۷۱ نفر در کیلومترمربع است و در تاریخ ۱ اوت ۱۹۲۲ به عنوان شهر شناخته شد.